# Покровская церковь (Старая Ерыкла)
Церковь Покрова Пресвятой Богородицы — бывшая приходская церковь в селе Старая Ерыкла Тереньгульского района Ульяновской области. Памятник истории и культуры с 1999 года.

## История

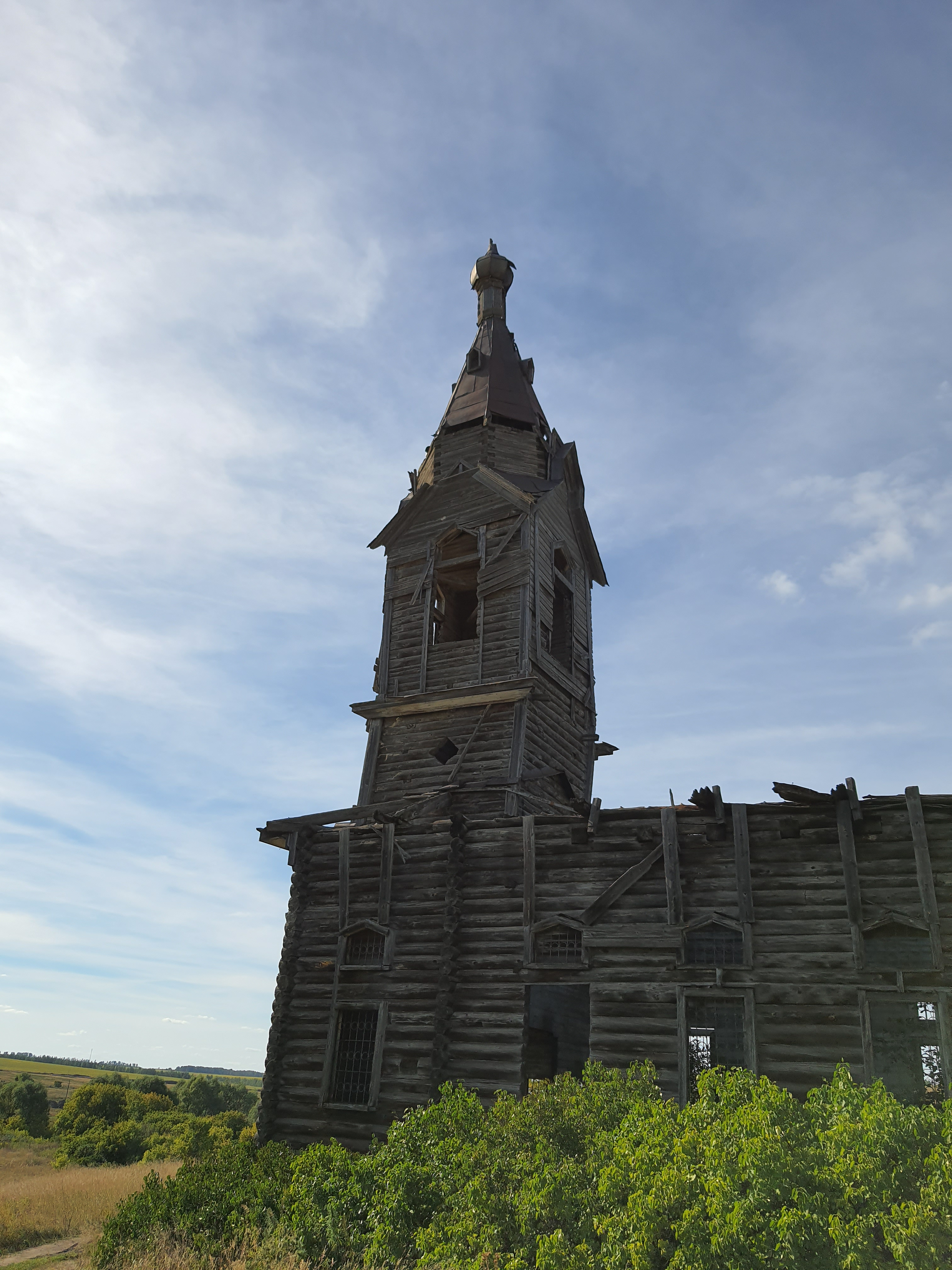
Храм в Старой Ерыкле.

Первый каменный храм в селе был построен в 1779 году, в 1845 году он был исправлен помещиком Николаем Александровичем Карповым; престол в нём во имя Святителя и Чудотворца Николая. В 1864 году, рядом с Никольским храмом, на капитал завещанный помещиком Андреем Зиновьевичем Дурасовым, был построен холодный деревянный храм. Престол в нём — в честь Покрова Пресвятые Богородицы. Оба храма были обнесёны каменной оградой. Причт состоял из священника и псаломщика.
Распоряжением Главы администрации Ульяновской области от 29.07.1999 г. № 959-р. «Церковь Покрова Богородицы (православный приходской трёхпрестольный холодный храм) 1864 г.», поставлена на государственную охрану.
В настоящее время оба храма находятся в аварийном состоянии, не имеют собственников (пользователей).

## Духовенство
Дьячком с 1842 по 1846 год являлся Михайло Яковлев, затем перевели в Ильинскую церковь села Кайбелы.